# Kertész Adolf
Kertész Adolf (Barskisfalud, 1892. március 15. – 1920. november 18.) válogatott labdarúgó, fedezet, hivatalnok. A sportsajtóban Kertész III néven volt ismert. Testvérei, Gyula és Vilmos szintén labdarúgók voltak.

## Pályafutása
Kertész Márk és Pollák Fanni fiaként született. 1919. április 22-én Budapesten, a Ferencvárosban házasságot kötött Kovács Stefánia Julianna Éva hivatalnoknővel. 1920 őszén Saarbrückenbe költözött. Novemberben autóbaleset áldozata lett.

### Klubcsapatban
Az MTK labdarúgója volt. A csapattal négy alkalommal nyert magyar bajnokságot.

### A válogatottban
1911 és 1920 között 11 alkalommal szerepelt a magyar válogatottban.

## Sikerei, díjai
- Magyar bajnokság
  - bajnok: 1913–14, 1916–17, 1917–18, 1919–20
- Magyar kupa
  - győztes: 1910

## Statisztika

### Mérkőzései a válogatottban
| Magyarország | Magyarország      | Magyarország                    | Magyarország | Magyarország | Magyarország | Magyarország  | Magyarország | Magyarország |
| #            | Dátum             | Helyszín                        | Hazai        | Eredmény     | Vendég       | Kiírás        | Gólok        | Esemény      |
| ------------ | ----------------- | ------------------------------- | ------------ | ------------ | ------------ | ------------- | ------------ | ------------ |
| 1.           | 1911. október 29. | Budapest, Millenáris-pálya      | Magyarország | 9 – 0        | Svájc        | barátságos    | -            |              |
| 2.           | 1912. május 5.    | Bécs, Hohe Warte                | Ausztria     | 1 – 1        | Magyarország | Wagner-serleg | -            |              |
| 3.           | 1915. május 30.   | Bécs, WAC-Platz                 | Ausztria     | 1 – 2        | Magyarország | barátságos    | -            |              |
| 4.           | 1915. október 3.  | Bécs, WAC-Platz                 | Ausztria     | 4 – 2        | Magyarország | barátságos    | -            |              |
| 5.           | 1915. november 7. | Budapest, Üllői úti pálya       | Magyarország | 6 – 2        | Ausztria     | barátságos    | -            |              |
| 6.           | 1917. május 6.    | Bécs, WAC-Platz                 | Ausztria     | 1 – 1        | Magyarország | barátságos    | -            |              |
| 7.           | 1917. június 3.   | Budapest, Hungária körúti pálya | Magyarország | 6 – 2        | Ausztria     | barátságos    | -            |              |
| 8.           | 1917. július 15.  | Bécs, WAC-Platz                 | Ausztria     | 1 – 4        | Magyarország | barátságos    | -            |              |
| 9.           | 1917. október 7.  | Budapest, Üllői úti pálya       | Magyarország | 2 – 1        | Ausztria     | barátságos    | -            |              |
| 10.          | 1917. november 4. | Bécs, WAC-Platz                 | Ausztria     | 1 – 2        | Magyarország | barátságos    | -            |              |
| 11.          | 1920. május 2.    | Bécs, WAC-Platz                 | Ausztria     | 2 – 2        | Magyarország | barátságos    | -            |              |
|              | Összesen          |                                 |              | 11           | mérkőzés     |               | 0            | gól          |